# Jackie Sandler
Jaqueline Samantha «Jackie» Titone Sandler (født 24. september 1974 i Coral Springs i Florida) er en amerikansk skuespillerinde og model. Hun begyndte som model, mens hun gik på high school. Senere begyndte hun som skuespiller og havde sin skuespillerdebut i Rob Schneiders Deuce Bigalow: Male Gigolo (1999). Efter filmens succes lagde Schneider et godt ord ind for Titone for sin gode ven Adam Sandler, som gav hende en rolle i filmen Big Daddy (1999). Et år senere blev Titone og Sandler kærester, og i juni 2003 giftede de sig.
Optrådte som casting-director i sex-industri-komedien Bucky Larson: Born to Be a Star, en film produceret af Adam Sandler, der er også var medforfatter af manuskriptet.

## Filmografi
| År   | Film                            | Rolle               |
| ---- | ------------------------------- | ------------------- |
| 1999 | Deuce Bigalow: Male gigolo      | «Sally»             |
| 1999 | Big Daddy                       | Kelner              |
| 2000 | Lille Nicky - Djevelungen       | Engelen «Jenna»     |
| 2002 | Eight Crazy Nights              | «Jennifer» (stemme) |
| 2003 | Duplex                          | Bartender           |
| 2004 | 50 First Dates                  | Tandlæge            |
| 2011 | Bucky Larson: Born to Be a Star | Casting Director    |